# ميخيل كونييه
ميخيل كونييه هو رياضياتي ومهندس قتالي بلجيكي، ولد في 1549 في أنتويرب في بلجيكا، وتوفي بنفس المكان في 24 ديسمبر 1623.